# Льодовиковий комплекс
Льодовиковий комплекс (рос. ледниковый комплекс,англ. glacial complex; нім. glazialer Formenschatz m) — поєднання закономірно розташованих гляціальних форм рельєфу та льодовикових відкладів, які пов’язані з кінцевою частиною гірського долинного льодовика або з окремою лопаттю краю материкового льодовика. В Л.к. розрізняють: кінцевий (язиковий) басейн (замкнута котловина, що нерідко заповнена водою і перетворена на озеро) або горбисто-моренну рівнину; напівкільце кінцевих морен (морени амфітеатру); перехідний конус; флювіогляціальні зандрові рівнини і галечникові тераси. 
Див. рельєф.